# Tinchlik
Tinchlik ist eine Stadt (shahar) im Bezirk Oltiariq der usbekischen Viloyat Fargʻona im Ferghanatal.
Die Stadt liegt etwa 25 km westlich der Viloyathauptstadt Fargʻona und grenzt direkt nördlich an die Bezirkshauptstadt Oltiariq an. Der Bahnhof Oltiariq der Bahnstrecke Qoʻqon–Margʻilon der Usbekischen Eisenbahnen (Oʻzbekiston Temir Yoʻllari) liegt in Tinchlik. Durch die Stadt fließt der Große Ferghanakanal.
Ursprünglich trug der Ort den Namen Wannowski nach dem russischen General Pjotr Semjonowitsch Wannowski. 1963 wurde er nach dem usbekischen Dichter Hamza Hakimzoda Niyoziy in Hamza umbenannt, bis er 2012 den heutigen Namen erhielt. Im Jahr 1974 wurde Hamza der Status einer Stadt verliehen. Gemäß der Bevölkerungszählung 1989 hatte die Stadt 10.644 Einwohner, einer Berechnung für 2005 zufolge betrug die Einwohnerzahl 12.928.